# 硬柱石
硬柱石（英語：lawsonite）是一種礦物，化學式為CaAl2Si2O7(OH)2•H2O.，屬正交晶系。硬度8，比重3.09。
蓝闪石和硬柱石均爲藍色在藍片岩變質相中常見。 是一種典型的藍片岩相變質礦物。它也是蝕變輝長岩和閃長岩中的次生礦物。伴生礦物包括綠簾石、鈦鐵礦、藍閃石、石榴石和石英。
硬柱石是一種非常普遍的礦物，其生成變質環境屬中等壓力 (6-12 kb) 和低溫 (300 - 400 °C)。主要在大陸邊緣的俯衝帶形成，硬柱石是一種變質矽酸鹽礦物，在化學和結構上與綠簾石族礦物有關。 其化學成分與鈣長石CaAl2Si2O8 相似，但硬柱石的密度比較大。硬柱石在進一步變質過程中會釋放出所含水分。因此硬柱石能夠將可觀的水隨海洋岩石圈在俯衝帶輸送到地幔淺層